# El ejército perdido
El ejército perdido es un libro del escritor italiano Valerio Manfredi sobre la Expedición de los Diez Mil.

## Argumento
El argumento del libro se remonta al año 401 a. C. cuando Ciro, hermano del emperador persa, prepara una expedición supuestamente contra bárbaros con diez mil mercenarios griegos. El problema viene cuando Ciro muere en una batalla y los griegos se quedan sin general y sin saber el verdadero fin de la expedición que les había llevado a tierras hostiles.
A partir de ahí solo les queda volver a Grecia de la mejor forma posible.

## Contraportada
LA VICTORIA NO ES EL ÚNICO CAMINO HACIA LA GLORIA
401 a. C. Treinta años de guerra entre Esparta y Atenas han llevado a Grecia al límite de sus fuerzas. En ese momento de profunda crisis, Ciro, hermano del emperador persa Artajerjes II, decide reunir un enorme ejército de mercenarios griegos, que pasará a la historia con el nombre de «Los Diez Mil». Aunque anunció que su propósito era combatir a las tribus rebeldes, el verdadero objetivo de esa marcha de tres mil kilómetros sigue siendo uno de los grandes enigmas de la Antigüedad. Tras la muerte de Ciro en una batalla. los mercenarios quedaron abandonados a su muerte en un territorio que les era hostil.
Poco después, los jefes griegos son aniquilados en una emboscada: Jenofonte, un culto y experimentado guerrero ateniense, toma el mando de la fracasada expedición y emprende el regreso a su patria. A su lado siempre está Abira, una joven tan enamorada de él que había abandonado a su familia y a su pueblo para seguirle.
El ejército perdido narra la épica aventura de Los Diez Mil y a la vez la historia de un amor incondicional que nunca vaciló ante las mayores adversidades.

### Opinión en la contraportada
"Una de sus tres mejores novelas... Poético y elegante, emotivo y sorprendente, Manfredi dota al relato de una gran calidad descriptiva."
Ramón Ventura, El Periódico